# Akakichi no Eleven
Akakichi no Eleven (jap.: 赤き血のイレブン Akakichi no Irebun) ist eine Mangaserie von Autor Ikki Kajiwara und Zeichner Mitsuyoshi Sonoda, die 1970 und 1971 in Japan erschien. Die Reihe wurde noch in den gleichen Jahren beim Studio Doga Productions als Animeserie umgesetzt. Sie handelt von einer Schul-Fußballmannschaft und der Rivalität zwischen einem der Schüler und dem Trainer. Der Manga ist in die Genres Sport und Shōnen einzuordnen.

## Handlung
In einem der neuen Stadtteile, die auf dem Land am Stadtrand von Tokio entstanden sind, befindet sich die Shinsei-Oberschule. Unter den Schülern im ersten Jahr ist der junge und ruhelose Shingo Tamai. Zu Beginn des Schuljahres präsentiert er den neuen Trainer der Fußballmannschaft, Tenpei Matsuki, den ehemaligen Torhüter der japanischen Nationalmannschaft und Bronzemedaillengewinner bei den Olympischen Spielen in Mexiko. Matsuki beabsichtigt ein Team aufzubauen, das auf höchstem Niveau mithalten kann. Sein intensives Training scheint anfangs für viele Mitglieder des Teams, einschließlich Shingo, zu viel zu sein. Er beschließt das „offizielle“ Fußballteam von Matsuki zu boykottieren und gründet eine eigene Mannschaft. Nach einem ersten Sieg unterliegt Shingos Team dem von Matsuki in den folgenden Begegnungen der beiden Mannschaften, Matsuki erscheint als unbesiegbarer Gegner. Zum Ende der Serie können die beiden Rivalen ihre Fehde beenden, Shingo wird schließlich der Kapitän einer vereinten Schulmannschaft mit Matsuki als Trainer.

## Veröffentlichung
Der Manga erschien in Einzelkapiteln im Magazin Shōnen King beim Verlag Shōnen Gahōsha. Dieser brachte die Kapitel auch gesammelt in sechs Bänden heraus. Eine italienische Übersetzung der Serie erschien im Oktober 2020 bei Dynit.

## Animeserie
Beim Studio Doga Productions entstand noch im Jahr der Erstveröffentlichung des Mangas eine Adaption als Animeserie. Regie führten Nobuhiro Okasako, Yoshiyuki Tomino und Takeshi Yamada. Die Drehbücher schrieben Tsunehisa Ito und Yoshi Suzuki, während Masahiro loka für die Designs verantwortlich war. Die künstlerische Leitung lag bei Hitoshi Numai und die Animationsarbeiten leiteten Yoshiyuki Tomino, Masayuki Hayashi und Seiji Okada. Das Vorspannlied Akakichi no Eleven stammt von For Mates.
Die 52 Folgen mit je etwa 25 Minuten Länge wurden vom 13. April 1970 bis zum 5. April 1971 jeden Montag in Japan bei Nippon Television ausgestrahlt. In Italien war der Anime unter dem Titel Arrivano I Superboys erstmals 1982 im Fernsehen zu sehen, bei den Sendern Super 3, Naples Channel 21 und TMC. Die Zusammenstellung des Eröffnungsthemas und des Abspanns wurden für die italienische Ausstrahlung verändert. Ebenfalls in den 1980er Jahren wurde von Dubai TV eine arabische Fassung gezeigt.

### Synchronisation
| Rollenname       | Japanischer Sprecher (Seiyū) |
| ---------------- | ---------------------------- |
| Shingo Tamai     | Ryoichi Tanaka               |
| Tenpei Matsuki   | Ichiro Murakoshi             |
| Yosuke Ohira     | Shingo Kanemoto              |
| Hikaru Aota      | Katsuji Mori                 |
| Jiro Komano      | Kaneta Kimotsuki             |
| Moriyama         | Masahiko Murase              |
| Jun Misugi       | Osami Ichikawa               |
| Kojuro Yamagata  | Takeshi Kuwahara             |
| Shunji Hayase    | Suichi Ikeda                 |
| Takeshi Kamioka  | Rokuro Naya                  |
| Tsuyoshi Kamioka | Keiichi Noda                 |
| Mamoru Aota      | Masashi Amenomori            |
| Rinkichi Tamai   | Tamio Ōki                    |
| Kimie Tamai      | Reiko Kouke                  |
| Shin Nagata      | Ichirō Nagai                 |

## Bedeutung und Rezeption
Akakichi no Eleven ist der erste Manga und Anime, in dem es um Fußball geht. Die Serie erfreute sich zur Zeit ihrer Ausstrahlung unter männlichen Fußballspielern wachsender Beliebtheit. Die Anime Encyclopedia nennt die Serie „eher ein Melodram als eine Sport-Serie“, die dennoch erkennbar als erste in einer Reihe japanischer Fußball-Soaps stehe, darunter das später entstandene Captain Tsubasa.